# Méta-annuaire
Un méta-annuaire est un logiciel qui permet de synchroniser différentes sources de données (principalement LDAP et base de données) tout en maintenant un référentiel de référence.
Ce type d'outils est particulièrement utilisé en gestion d'identité.